# Drosophila phalerata
Drosophila phalerata är en tvåvingeart som beskrevs av Johann Wilhelm Meigen 1830. Drosophila phalerata ingår i släktet Drosophila och familjen daggflugor.
Artens utbredningsområde täcker stora delar av Europa. Arten är reproducerande i Sverige.

## Filmklipp
- Film som visar Drosophila phalerata.
- Film som visar när en hona lägger ett ägg i ruttnande svamp av släktet Pluteus.